# Liste der albanischen Botschafter in der Deutschen Demokratischen Republik

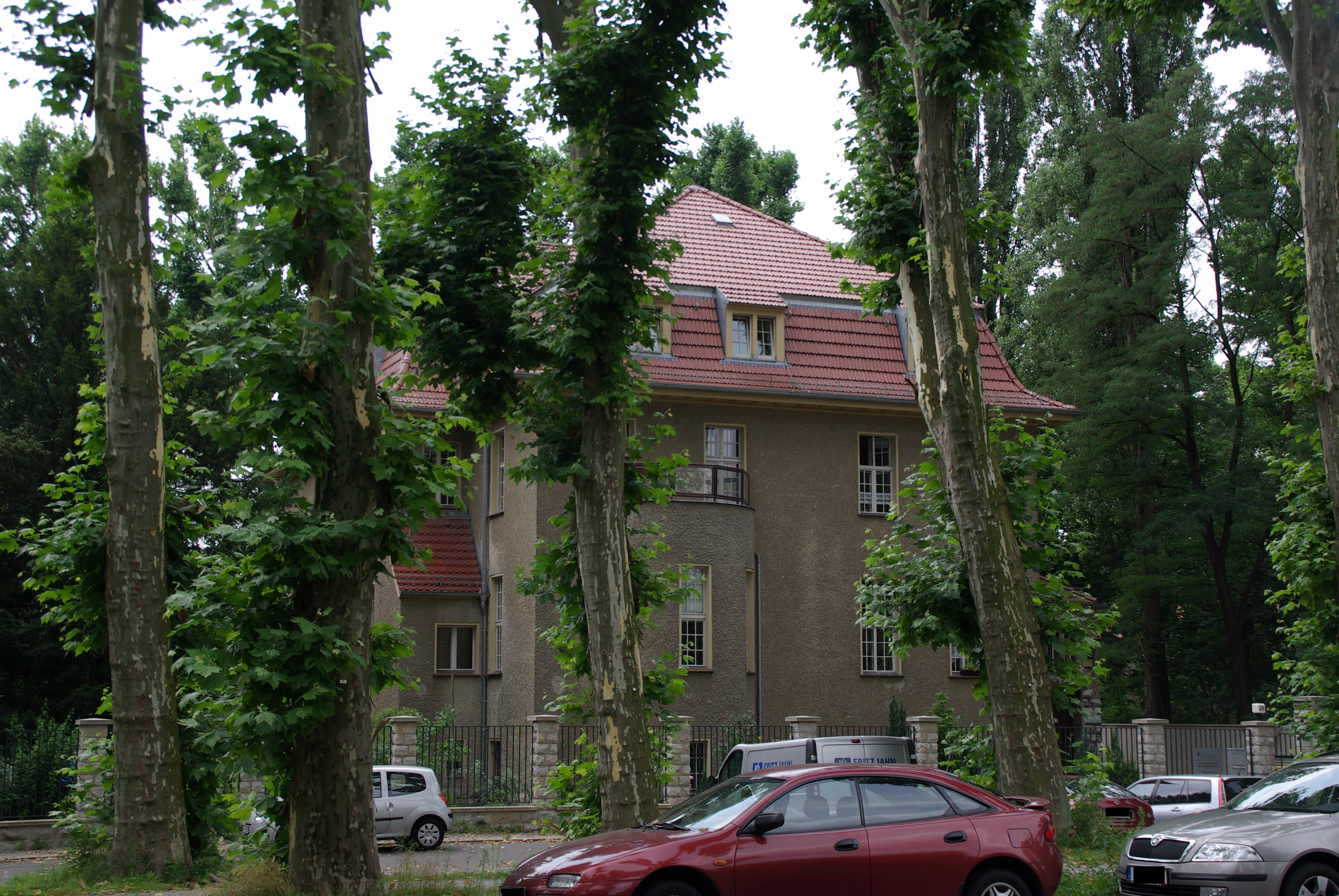
Puschkinallee 49, Berlin-Alt-Treptow: 1959–1967 Botschaft von Ungarn, 1969–1984 Botschaft der Sozialistischen Volksrepublik Albanien, 1992 Botschaft von Nicaragua

Die Liste der albanischen Botschafter in der Deutschen Demokratischen Republik enthält sämtliche Leiter der diplomatischen Vertretung Albaniens in Berlin seit der Aufnahme diplomatischer Beziehungen am 6. Februar 1952 bis zum Ende der Deutschen Demokratischen Republik.
Albanien hatte die DDR am 2. Dezember 1949 völkerrechtlich anerkannt. 1952 wurden diplomatische Beziehungen aufgenommen und Botschafter ausgetauscht.
Am 28. November 1956, dem albanischen Nationalfeiertag (Dita e Pavarësisë dhe Festa e Flamurit) nahm der wesentliche Teil des SED-Politbüros am Empfang der albanischen Botschaft teil. Nach dem Ungarischen Volksaufstand sah Walter Ulbricht im Stalinismus Enver Hoxhas einen Verbündeten.
Am 16. November 1960, auf dem 88. Welttreffen der kommunistischen und Arbeiterparteien in Moskau kritisierte Enver Hoxha die Politik der Sowjetunion nach dem Tod von Josef Stalin, Nikita Sergejewitsch Chruschtschows  Reise nach Belgrad im Jahr 1955 sowie dessen Kritik am Stalinismus auf dem XX. Parteitag der KPdSU und trat für die Bildung einer jugoslawischen Gegenregierung ein. Chruschtschow erklärte daraufhin Enver Hoxha: „Genosse Hodscha, Sie haben einen Misthaufen auf mich geworfen, und den werden Sie abwaschen müssen.“ Walter Ulbricht blieb am 27. November 1960 einem Empfang der Botschaft der Volksrepublik China zum fünften Jahrestages der Unterzeichnung des Freundschaftsvertrages fern. Auf dem Empfang der albanischen Botschaft vom 28. November 1960 mahnte Willi Stoph, dass die wichtigste Voraussetzung „für neue Siege jedes sozialistischen Landes die unerschütterliche Einheit des sozialistischen Lagers mit der Sowjetunion an der Spitze“ sei. Anfang Dezember 1960 verurteilte Walter Ulbricht den Kurs Enver Hoxhas scharf. Dieser berief daraufhin Gaqo Paze zu Konsultationen nach Tirana. Gaqo Paze, der Doyen des Diplomatisches Corps in der DDR, musste sich deshalb beim Neujahrsempfang des Vorsitzenden des Staatsrats vertreten lassen. Walter Ulbricht sah mit dieser Entbehrung an Prestige der Moskautreue genug getan und entschuldigte sich bei Hoxha für seine Entgleisung. 1961 kam es zum kompletten Bruch zwischen Albanien und der Sowjetunion, woraufhin auch die diplomatischen Beziehungen zwischen Albanien und der DDR für über 20 Jahre eingefroren wurden.
Die Auslandsvertretung Albaniens befand sich von 1956 bis 1967 in der Godesberger Straße 1, Berlin-Karlshorst  und ab 1988 in der Florastraße 94 in Berlin-Pankow.
| Ernannt / Akkreditiert | Name               | Bemerkungen | ernannt von  | akkreditiert bei | Posten verlassen |
| ---------------------- | ------------------ | --- | ------------ | ---------------- | ---------------- |
| 2. Dez. 1952           | Halim Budo         | | Omer Nishani | Walter Ulbricht  | 1953             |
| 1953                   | Ulvi Lulo          | Ab März 1955 Botschafter, 1955–1956: Gesandter in Paris, 1956–1959: Gesandter in Kairo, 1959–1962: Gesandter in Bagdad, 1962–1964: Leiter der Abteilung Sozialistisches Ausland im Außenministerium, 1965–1969: Botschafter in Kairo, 1971–1977 Botschafter in Ankara. | Haxhi Lleshi | Walter Ulbricht  | 1955             |
| 30. Sep. 1955          | Gaqo Paze          | [ 2 ] | Haxhi Lleshi | Walter Ulbricht  | 1963             |
| 1963                   | Murat Kaman Angoni | 4. November 1967: Botschafter in Helsinki | Haxhi Lleshi | Walter Ulbricht  |                  |
| Dez. 1971              | Engjell Kolaneci   | Geschäftsträger März 1988–1990: Botschafter in Wien | Haxhi Lleshi | Walter Ulbricht  | Dez. 1975        |
| Dez. 1978              | Dhimiter Karanxha  | Geschäftsträger | Haxhi Lleshi | Erich Honecker   | 1985             |
| Dez. 1986              | Ilir Bocka         | Geschäftsträger, ab 1989 außerordentlicher und bevollmächtigter Botschafter; 18. Dezember 1991 bis 11. April 1992: Außenminister Albaniens | Ramiz Alia   | Erich Honecker   | 1990             |